# Andrew Kay
Andrew F. Kay (Akron, Ohio, 22 de enero de 1919 - ibídem, 3 de septiembre de 2014) fue presidente y CEO de Kay Computers, una empresa de ordenadores personales, y también sirvió como asesor Sénior de Negocios para Accelerated Composites, LLC.
Kay cursó el MIT, donde se graduó en ingeniería en 1940. Comenzó su carrera con Bendix seguido de dos años en el Jet Propulsion Laboratory y más tarde fundó Non-Linear Systems, un fabricante de instrumentalización digital, en 1952. NLS desarrolló una reputación para proporcionar durabilidad en aplicaciones críticas desde submarinos hasta naves espaciales - y continuó con el diseño y la fabricación de ordenadores. En NLS, inventó el voltímetro digital.
Kay fue fundador del Rotary Club de Del Mar, California. Como miembro del Consejo de Administración del Johnson O'Connor Research Institute, siguió el avance de la educación, con especial atención al desarrollo de «un vocabulario per hacer pensar» como un componente básico para la creación de capacidades de liderazgp para los administradores de ciencia y tecnología.